# 视亮度 (视频)
视频中的视亮度(luma)表示每帧图像的无色彩的视觉亮度部分（灰度部分），而色调表示颜色部分。把R′G′B′源（如3-CCD相机）转为视亮度和色调可做色度抽样：因为人的视觉对视亮度比对色度有更敏锐的空间分辨率，视频系统可以用较低分辨率存储传输色度信息，在有限带宽优化了感知细节。
彩色电视广播信号分为视亮度和色度两种信号，可以兼容黑白电视机。

## 视亮度对比相对光亮度
彩色视频中的视亮度是伽马压缩后的R′G′B′分量的加权和。 角分符号 ′表示伽马压缩，以免视频工程中的视亮度与颜色科学中的相对光亮度混淆(由国际照明委员会定义)。相对光亮度是由RGB分量的线性加权形成，没有经过伽马压缩。 电影电视工程师协会EG 28建议用符号Y′表示视频的视亮度，而用符号Y表示相对光亮度。

### 使用相对光亮度
在视频工程中，有时把相对光亮度作为显示器的明亮程度。国际照明委员会的彩色匹配函数和相关的红绿蓝彩色标准(如最初的NTSC原色, 电影电视工程师协会RP 145原色, 或Rec. 709)。 对于Rec. 709(以及sRGB)原色，基于纯元素的线性组合，相对光亮度定义为：
{\displaystyle Y=0.2126R+0.7152G+0.0722B}
Rec. 709使用的计算视频的视亮度的公式使用同样的系数，但是经过伽马压缩后的分量：
{\displaystyle Y'=0.2126R'+0.7152G'+0.0722B',}
其中角分符号 ′表示伽马压缩。

## Rec. 601 luma versus Rec. 709 luma coefficients
对于遵从BT.601 (即大多数数字标准清晰度格式), 视频的视亮度定义为如下公式：
{\displaystyle Y'_{\text{601}}=0.299R'+0.587G'+0.114B'}
对于遵从国际电信联盟无线电通信部门的标准BT. 709使用不同的公式：
{\displaystyle Y'_{\text{709}}=0.2126R'+0.7152G'+0.0722B'}
现在的HDTV系统使用BT. 709的系数，同时传统的1035i HDTV格式使用电影电视工程师协会240M系数：
{\displaystyle Y'_{\text{240}}=0.212R'+0.701G'+0.087B'=Y'_{\text{145}}}
这些系数对应于电影电视工程师协会RP 145原色(也被称作"SMPTE C")。